# .ch (báo)
ch (.ch; đọc: Punkt CH) là một tờ nhật báo tiếng Đức miễn phí của Thụy Sĩ, được Media Punkt AG có trụ sở ở Zürich xuất bản dưới dạng báo lá cải từ năm 2007 đến năm 2009.

## Lịch sử
Tờ báo được xuất bản lần đầu tiên vào ngày 19 tháng 9 năm 2007. Tên của tờ báo có nguồn gốc từ .ch, tên miền quốc gia cấp cao nhất của Thụy Sĩ.
Với số lượng bản in ban đầu được tuyên bố là 435.000 bản, đây là một trong những tờ nhật báo lớn nhất ở Thụy Sĩ, theo số liệu thống kê năm 2006. Tờ báo đã được phân phối trực tiếp đến các hộ gia đình ở Basel, Bern, Lucerne, St. Gallen và Zürich. Nó cạnh tranh chủ yếu với các tờ báo miễn phí khác ở Thụy Sĩ bao gồm 20 Minuten, heute và News.
Tổng biên tập của tờ báo là Rolf Leeb và giám đốc điều hành là Caroline Thoma.
Tờ báo đã ngừng xuất bản do tình hình kinh tế kém, với số cuối cùng vào ngày 4 tháng 5 năm 2009. Tất cả 69 nhân viên của tờ báo đã bị cho thôi việc.